# بار (هرمزغان)
 بار  بفتح الراء، والواو، قرية صغيرة تقع أسفل هضبة بارو تتبع ناحية كوخرد  (بالفارسية: بخش كوخرد)  من توابع مدينة بستك في محافظة هرمزگان في جنوب إيران. وكلمة: «بارو» بمعنى سور القلعة، أو حصار. وكذلك «بارور» تعني: الشجرة المثرة، فارسي معرب.
بها واديين مشهورين هما: وادي همبرو ووادي درو، وعين ماء عليها نخل، وعين ماء آخر تخرج من أسفل هضبة بارو، مياءها غير صالحة للشرب الآدمي، وتغذي هذه العين 400 نخلة ومنطقة شاسعة من الزروع والبساتين.

## السكان
يبلغ عدد سكانها حوالي 100 شخص وهم من أهل السنة والجماعة وعلى المذهب الشافعي ويتحدثون اللغة العربية واللغة الفارسية المحلية. وينتمي جميع السكان إلى قبيله الاحمدي أو الاحمدية بسيغة الجمع (الاحامدة في بعض المصادر) ذات الاصول العربية وهم بطن من بطون قبيلة بني خالد النجدية وكانوا يسكنون منطقة نجد في الجزيرة العربية مكانا يسمى (اليعيمية) ومنها انتقلوا إلى البر الآخر عن طريق قطر والاحساء بالسفن الشراعية القديمة حيث استقروا في الجنوب في منطقه (كجوه) ومنها إلى باقي القرى المجاورة وذلك في العام 1092 هجرية. وقد انتقل جزء منهم من القرية بسبب سيل عظيم اتى على القرية والقرى المجاورة وذلك بعد فيضان نهر مهران إلى منطقة (سدروه) الواقعة في جلفار أو ما يسمى اليوم بامارة راس الخيمة في دولة الإمارات العربية المتحدة في العام 1857 ميلادية أي بحوالي 30 سنة قبل سقوط حكم القواسم لجنوب فارس ولنجة وذلك في العام 1887 ميلادية والذي كان اخر الحكام القواسم في البر الآخر الشيخ محمد بن خليفة بن سعيد بن قضيب القاسمي والمتوفي في امارة الشارقة في العام 1317 هجرية. يوجد في القرية مسجدين ومدرسة مشتركة وخمسة برك لحفظ مياه الأمطار وكذلك بها مزارع النخيل وأراضي شاسعة خصبة لزراعة البر والشعير.

## حدود بارو
من الشمال: سلسلة جبال الناخ وقرية بربار، ومن الجنوب جبل وطريق قرية لاور شيخ، ومن الغرب هضبة بارو، ومن الشرق تنتهي بـقرية پر درو.

## موقع القرية عل خارطة غوغل ماب
- موقع بارو على: Google Maps